# Phymatapoderus latipennis
Phymatapoderus latipennis es una especie de coleóptero de la familia Attelabidae.

## Distribución geográfica
Habita en China, Japón, Birmania y Vietnam.